# Stadion Arnošta Košťála
Letní stadion, od roku 2025 Stadion Arnošta Košťála, je fotbalový stadion v Pardubicích. Stadion je domovem fotbalového klubu FK Pardubice.
Historické tribuny pardubického stadionu jsou od roku 2016 zapsány v Ústředním seznamu kulturních památek České republiky. Na počátku roku 2023 skončila na stadionu rozsáhlá rekonstrukce.

## Historie
Po skončení 1. světové války se v Pardubicích čím dál tím silněji projevovala potřeba vybudování důstojného sportovního stadionu. V roce 1924 vzniklo Družstvo pro zřízení sportovního stadionu v Pardubicích a to intenzivně propagovalo tuto myšlenku. Stavba byla zahájena 14. října 1930, kdy začal být realizován projekt arch. Karla Řepy a Ing. Ferdinanda Potůčka, klopenou cyklistickou dráhu navrhl arch. Schürmann z Münsteru. Stadion vyrostl v rekordním čase, jeho slavnostní otevření proběhlo v rámci Výstavy tělesné výchovy a sportu dne 31. května 1931 za účasti prezidenta T. G. Masaryka.
Kromě fotbalového hřiště obklopovala areál 400 metrů dlouhá škvárová atletická dráha a 500 metrů dlouhý cyklistický ovál s klopenými zatáčkami. Od otevření stadionu se na stadionu konala řada sportovních akcí, ať už fotbalových, atletických, nebo volejbalových. V letech 1936–1938 se na škvárovém oválu jezdily i plochodrážní závody Memoriál J.K. Lobkowicze. Svou největší slávu si zažil pardubický stadion v letech 1937 až 1946, kdy zde fotbalisté SK Pardubice hráli nejvyšší soutěž.
V roce 1947 vyrostl v blízkosti tohoto sportoviště zimní stadion, což byla příčina, proč se tomu fotbalovému během let začalo říkat Letní stadion a to i přesto, že v době komunistické vlády se oficiálně jmenoval Gottwaldův stadion.
Postupem let sportoviště chátralo, přesto se sem v sezóně 1968/69 vrátila nejvyšší fotbalová soutěž, kterou zde hrál tým VCHZ Pardubice. Od roku 1956 zde působil cyklistický oddíl Dukly Pardubice, sláva oddílu skončila v sedmdesátých letech spolu s dožívající drahou. Ta byla zbourána v roce 2000.

## Přestavba stadionu v letech 2021 až 2023
Od postupu FK Pardubice do Fortuna:ligy 2020/2021 se začalo uvažovat nad přestavbou stadionu. Během 21 měsíců v letech 2021 až 2023 byla kompletně zrekonstruována památkově chráněná hlavní tribuna, k ní byla přiblížena hrací plocha a kolem ní vystavěny nové kryté tribuny s celkovou kapacitou pro 4620 diváků. Nově bylo instalováno umělé osvětlení osvětlení stadionu a vyhřívání trávníku, čímž byla naplněna kritéria pro Fortuna ligu.
Po přestavbě měl stadion nést jméno po odbojáři Arnoštu Košťálovi, na svém jednání to takto v závěru roku 2022 odsouhlasili i zastupitelé města, ale těsně před premiérovým ligovým utkáním přejmenoval FK Pardubice stadion na CFIG Arénu. Dne 4. února 2023 hostila nová aréna zápas 18. kola Fortuna:ligy proti SK Slavii Praha. Zcela vyprodaný stadion sledoval prohru domácích 0:2.
Kvůli podezření z manipulace s veřejnými zakázkami je rekonstrukce fotbalového stadionu od listopadu 2023 předmětem rozsáhlého policejního vyšetřování.

## Fotogalerie

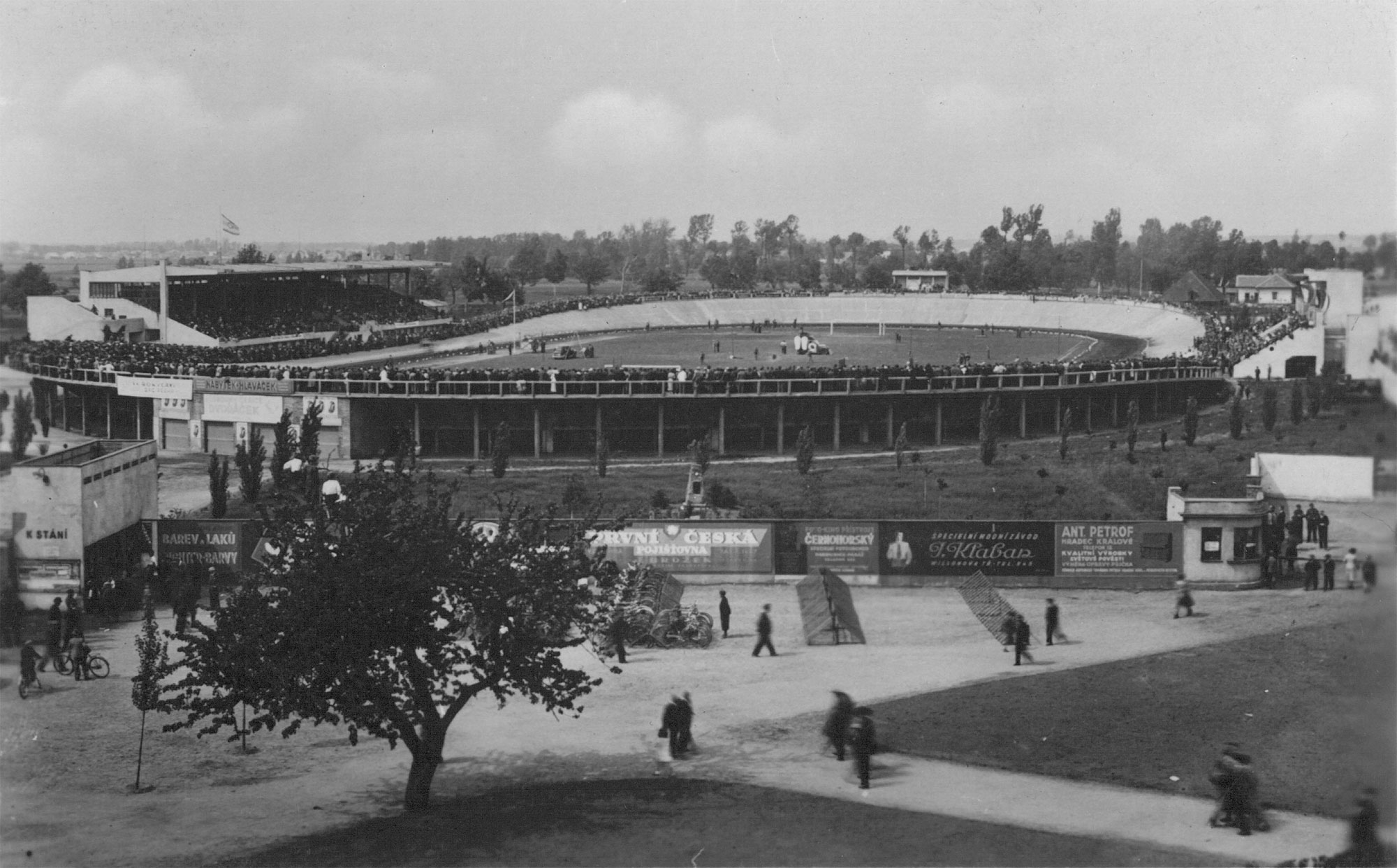
Pardubický stadion krátce po svém otevření v roce 1931
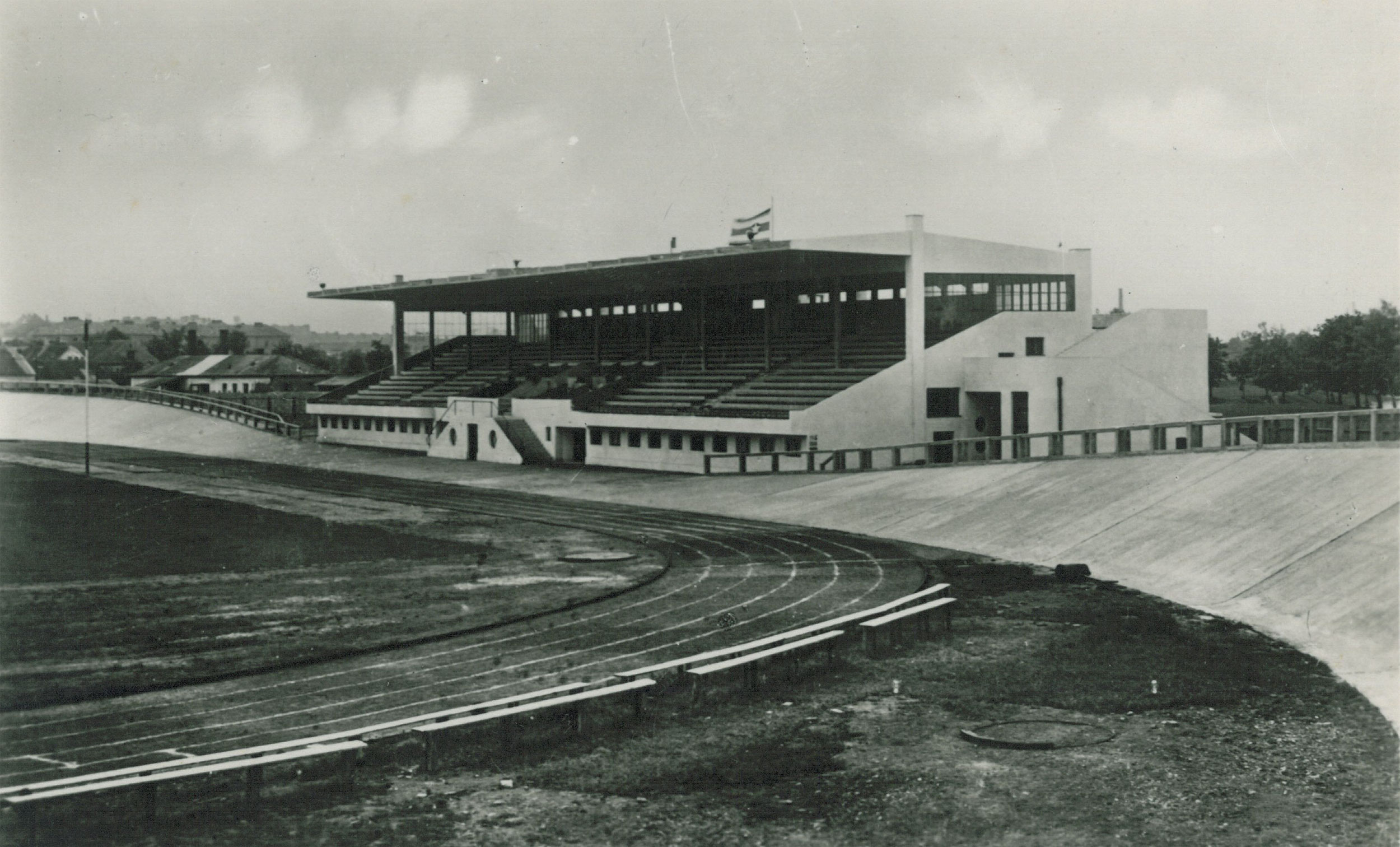
Pohled na hlavní tribunu s cyklistickou klopenou dráhou
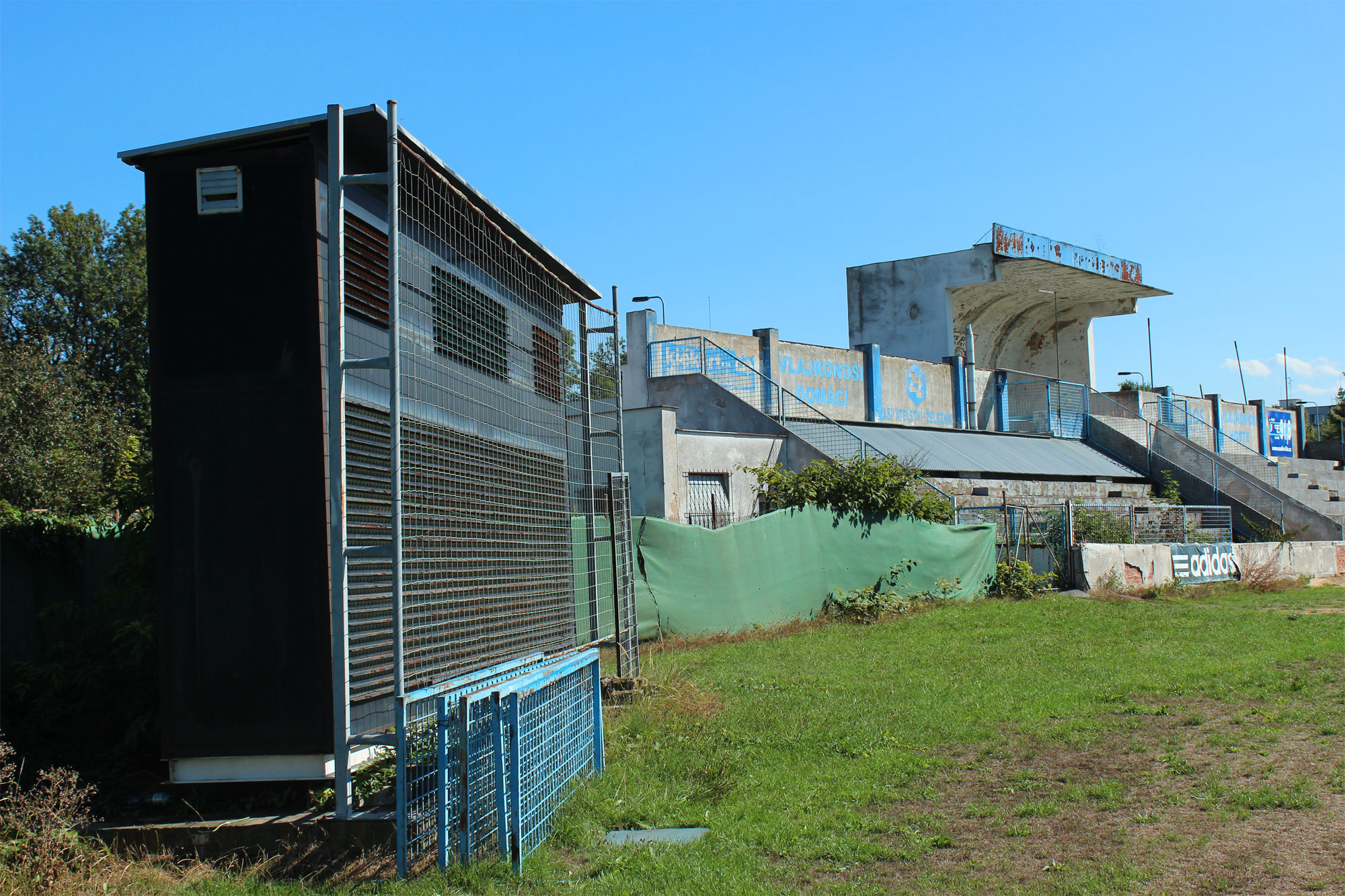
Pohled na „malou“ tribunu a na časomíru, před rekonstrukcí
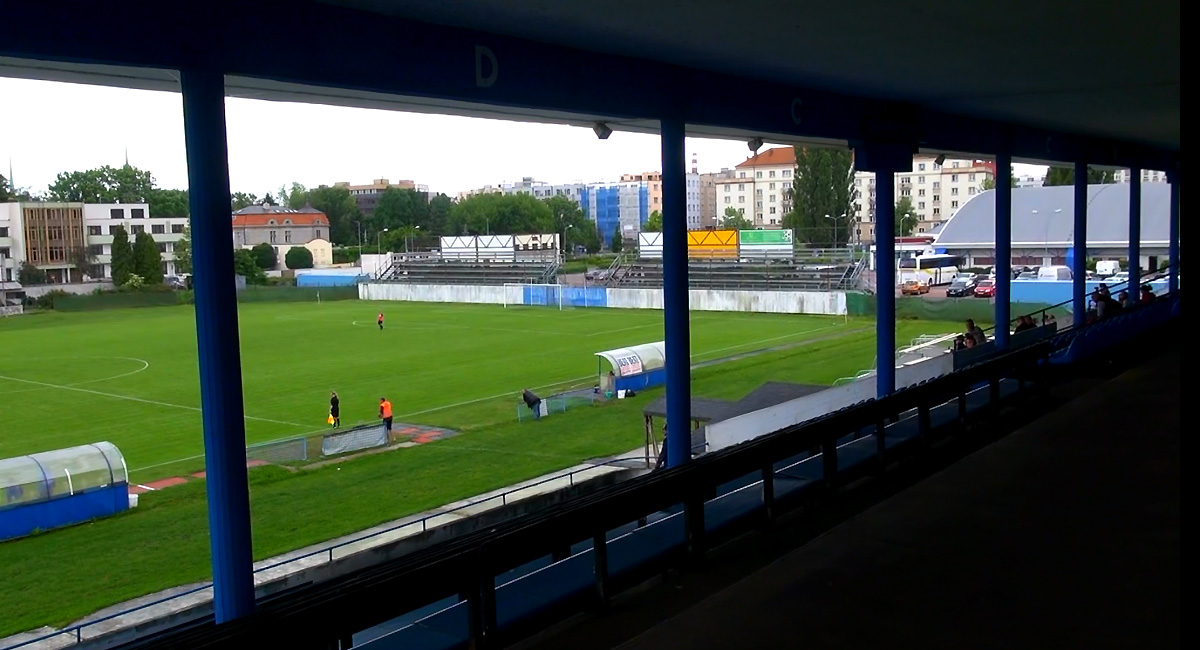
Pohled z hlavní tribuny před rekonstrukcí
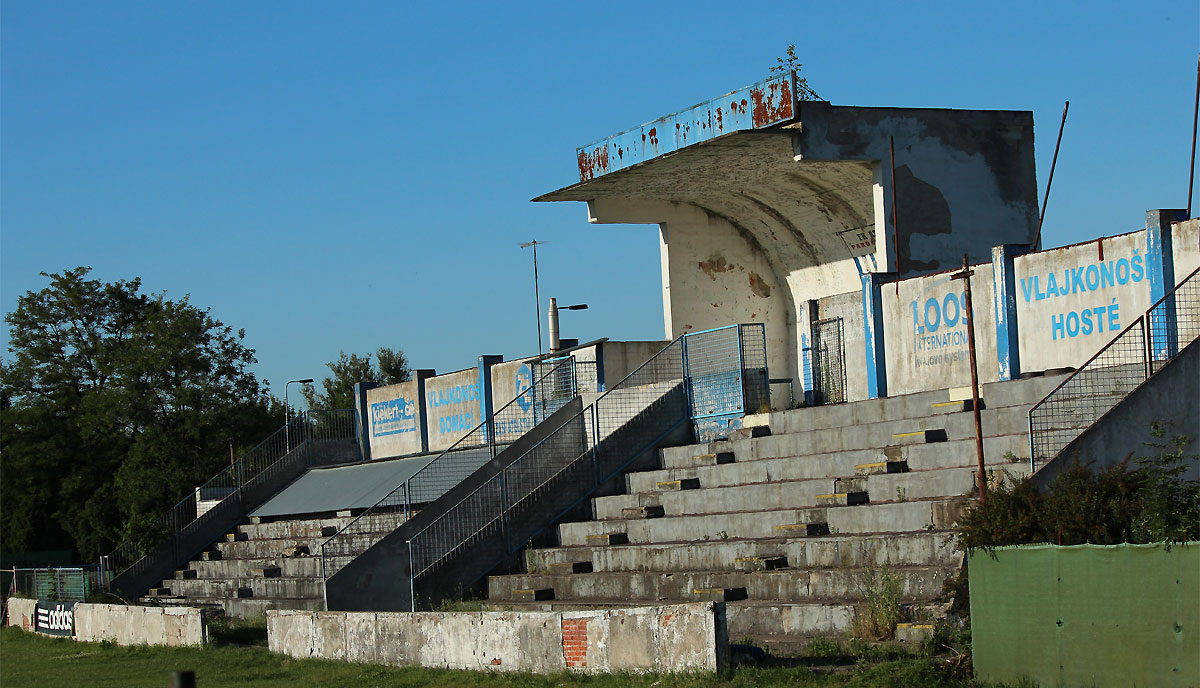
„Malá“ tribuna před rekonstrukcí